# 존 프랭클린
존 프랭클린(영어: John Franklin1786년 4월 16일 ~ 1847년 6월 11일?)은 영국의 해군 제독이자, 탐험가이다.

## 생애
잉글랜드의 스필즈비에서 태어나, 에드워드 4세 그래머 스쿨 라우스를 졸업하고 14세의 나이에 영국 왕립해군에 입대하여 군함 폴리피머스에서 복무하였다. 이때, 존 프랭클린은 이 배에 탑승한 채로 프랑스 혁명 전쟁에 참전하였고, 나폴레옹 보나파르트에 대항하는 제3차 대프랑스 동맹의 결과로 발발한 나폴레옹 전쟁에도 참전하여 영국의 해군 제독인 허레이쇼 넬슨의 지휘 하에 트라팔가르 해전에 종군하였다. 1819년에는 허드슨만을 넘어 커퍼마인 강 어귀에 이르는, 북극해 일대에 대한 탐사를 하였고, 1823년에 다시 북극해 탐사에 나섰다. 1836년에는 오스트레일리아의 태즈메이니아섬의 행정관으로 임명되었고, 1847년에는 또다시 북극해 탐사에 나섰으나, 돌아오지 못하고 1847년경에 영국령 캐나다의 킹윌리엄섬에서 실종되었다.